# Pimpla jakulicai
Pimpla jakulicai är en stekelart som först beskrevs av Porter 1972.  Pimpla jakulicai ingår i släktet Pimpla och familjen brokparasitsteklar. Inga underarter finns listade i Catalogue of Life.